# Национална отборна класация на ФИФА
Националната отборна класация на ФИФА, също Световната класация на ФИФА/Кока-Кола или Световен рейтинг на ФИФА, е система за класиране на националните футболни отбори.
За първи път е въведен като относителен показател за силата в момента на мъжки национални отбори през 1993 г. и през 2003 г. за женски национални отбори, което позволява да се оцени динамиката на растежа на отборите. Има за цел да направи възможно определянето и сравняването на силата на международно активните отбори на редовни интервали. Често се използва – понякога в допълнение към други критерии – за разпределяне на отбори в урни при жребий. През юли 2006 г. след Световното първенство в Германия и през август 2018 г. след Световното първенство в Русия, са направени значителни промени в системата за точкуване.
Броят на точките в рейтинга зависи от резултатите от игрите на отбора, силата на опонентите и важността на мачовете. За всяка играна среща отборите се добавят или отнемат точки според правилата. Класацията се обновява веднъж на 1 до 3 месеца.
Рейтингът на ФИФА се счита за официален, освен него има няколко други неофициални системи за класиране.
През септември/октомври 2024 г. начело в класацията на ФИФА е националният отбор на Аржентина (световен и континентален шампион), следван от световния вицешампион Франция и европейския шампион Испания. В цялата история на класирането само 8 национални отбора са достигнали до първо място, от които 6 са от Европа – Испания, Белгия, Германия, Франция, Италия, Холандия и 2 от Южна Америка – Бразилия и Аржентина. Най-дълго е бил на върха на класацията отборът на Бразилия: повече време от II-ия, III-ия и IV-ия, взети заедно.
На 10 юни 2018 г. е обявено, че след края на Световното първенство 2018 ще бъде въведена нова рейтингова система, базирана на рейтинга Eло. Първият рейтингов списък за новата система е публикуван на 16 август 2018 г.

## История
Между 1993 и 1998 г. световните ранглисти за мъже не са били много диференцирани, така че две до четири държави са имали един и същ брой точки няколко пъти. Световният номер едно е имал 57 до 73 точки през този период. От въвеждането си световната ранглиста на жените се изчислява по вариант на системата Ело. Първоначално класацията за мъже е създадена чрез изчисляване на средната стойност на оценките на играта. В началото на 1999 г. базата за изчисление е била променена за първи път, между 1999 и 2006 г. световният номер едно е имал 796 до 859 точки. След Световното първенство през 2006 г. се извършва още една промяна, така че стойностите за световния номер едно оттогава са между 1419 и 1920 точки. През 2018 г. системата най-накрая се отдалечи от изчисляването на средните стойности и оттогава класирането при мъжете също се основава на вариант на системата Eлo.
За първи път мъжкият и женският отбор от една и съща страна заемат първо място по едно и също време – Германия, от 19 декември 2014 г. до 9 юли 2015 г.
На 20 септември 2018 г. ФИФА постави два отбора – Белгия и Франция – на първо място за първи път, въпреки че точките между двата отбора се различават с 0,13.

## Настояща система за класация Ело (от 2018 г.)
Настоящата система за класация ЕЛО е одобрена от Изпълнителния комитет на ФИФА на 10 юни 2018 г. и се използва от август 2018 г. Тя се основава на добавяне или изваждане на точки от рейтинга на отбора след всеки изигран мач по формулата 
{\displaystyle P=P_{0}+K\cdot (M-M_{o})},
където:
- {\displaystyle P} е рейтинг на отбора след мача;
- {\displaystyle P_{0}} е рейтинг на отбора преди мача;
- {\displaystyle K} — коефициент на важност на мача:
  - 5 – приятелски мач извън „прозорците“ на календара на международните мачове
  - 10 – приятелски мач в рамките на „прозорците“ на календара на международните мачове
  - 15 – мачове от груповата фаза на Лигата на нациите
  - 25 – плейофи и финали на Лигата на нациите
  - 25 – квалификации за първенствата на конфедерациите и за световно първенство
  - 35 – мачове от финалните турнири на първенствата на конфедерациите до четвъртфиналите
  - 40 – мачове от финалните турнири на първенствата на конфедерациите, започващи от четвъртфиналите
  - 50 – мачове от финалния турнир на световното първенство до четвъртфиналите
  - 60 – мачове от финалния турнир на световното първенство, започващи от четвъртфиналите
- {\displaystyle M} — резултат от мача:
  - 0 – загуба в редовното време или продълженията
  - 0,5 – равенство или загуба след изпълнението на дузпи след мача
  - 0,75 – победа след изпълнението на дузпи след мача
  - 1 – победа в основното или допълнителното време

{\displaystyle M_{o}} — очакван резултат от мача:

{\displaystyle M_{o}={\frac {1}{10^{\frac {d_{p}}{600}}+1}}},

където {\displaystyle d_{p}=P_{n}-P_{0}} е разликата в рейтингите на съперниците преди мача; {\displaystyle P_{n}} e рейтингът на противника.
Специални условия:
- Ако се отсъдят дузпи след мач, в който има победител (тоест след втория мач от серия от два мача), тогава те не се вземат предвид при изчисляване на рейтинга, мачът се счита за нормален.
- Ако в мачовете от плейофите на финалните турнири резултатът на отбора се окаже по-лош от очаквания (загуба или победа с дузпи над значително по-слаб отбор), тогава неговият рейтинг не се променя.

По този начин от рейтинговата система са изключени изчисляването на средния брой точки, отбелязани от отбора за годината, и индикаторът за силата на конфедерациите. Според създателите на рейтинга новата система ще доведе до факта, че отборите ще играят повече приятелски мачове (преди това някои отбори ги избягваха поради отрицателно въздействие върху средния годишен рейтинг), както и силата на отборите от различни конфедерации ще бъдат отразени по-обективно. Освен това негативните последици от неучастие в квалификационни мачове ще бъдат смекчени за отборите на страните домакини.
Като първоначални оценки е трябвало да се използват най-новите оценки на отборите според предишната действаща система, но вместо това на отборите са разпределени равномерно начални рейтингови стойности {\displaystyle P_{H}} от 1600 до 800, в зависимост от мястото им в класацията от 07.06.2018 г.; разликата между съседните места е 4 рейтингови точки:
{\displaystyle P_{H}=1600-4\cdot (N-1)},
където N е номерът на мястото в класацията и ако два или повече отбора са споделяли едно място с еднакъв рейтинг, те имат еднакъв номер N, а отборът, който ги следва, получава следващата най-близка възможна стойност на N; така, ако два отбора споделят 11-то място в класацията, те получават N = 11, а следващият отбор получава N = 12, а не 13.

## Награди
Всяка година ФИФА определя две награди на своите държави членки въз основа на тяхното представяне в класацията.

### Отбор на годината
Отбор на годината се присъжда на отбора, който завърши на върха в световната ранглиста на ФИФА. За 2023 г. Аржентина е отбор на годината за трети път в историята на класацията. Бразилия държи рекордите за най-много победи (13) и най-много поредни победи – седем, между 1994 и 2000 г. Публикува се официално класиране на отборите на I, II и III място.

### Най-прогресивен отбор за годината
Наградата се присъжда на отбора, който постигне най-голям напредък в класацията през годината. В класацията на ФИФА това не е просто отборът, който се е издигнал най-много места, а се прави изчисление, за да се отчете фактът, че става все по-трудно да се печелят повече точки, колкото по-високо е даден отборът в класацията.
Използваното изчисление е броят точки, които отборът има в края на годината (z), умножен по броя точки, които е спечелил през годината (y). Отборът с най-висок индекс по това изчисление получава наградата.
Наградата се връчва от 1993 до 2006 г. Единственият отбор, който я печели 2 пъти, е Хърватия. Наградата не е официална и не се връчва след 2006 г. Въпреки това ФИФА публикува списък на „Най-прогресивните отбори“ в класацията от 2007 г. насам.
Пример за неформалната продължаваща награда „Най-прогресивен отбор за годината“ е признанието, направено от ФИФА на Колумбия през 2012 г. в официално съобщение за пресата. Методологията за изчисление обаче се е променила спрямо разликата в точките за класиране през годината (вместо методологията, използвана в официалната награда от 1993 до 2006 г.). Резултатите за последните години се базират на подобна методология. След 2006 г. единствено Франция е удостоена с признанието 2 пъти (2016, 2018), а за 2023 г. е Панама.

## График за класиране
Класирането се публикува месечно, обикновено в четвъртък. Крайният срок за разглеждане на мачовете обикновено е четвъртък преди датата на издаване, но след големи турнири се включват всички игри до финала.
За 2021 г. са определени датите: 15 февруари, 4 април, 20 юни, 18 юли, 19 септември, 24 октомври, 25 ноември и 16 декември. 

## Неофициални системи за класиране
- Футболен рейтинг Ело – тази система е основана на рейтинга Eло, използван в шаха.[8]
- Неофициално световно първенство по футбол – използва система, подобна на защитата на титлата в бокса или, през някои години, в шахмата. Датира от 1873 г. От 26 март 2024 г. по тази система шампион е Кот д'Ивоар.
- Коефициенти на УЕФА